# تمثيل صامت
التمثيل الصامت أو التمثيلية الإيمائية هو أحد أنواع التمثيل الذي يتم بدون كلام. العرض يتم على شكل مسرحية قصيرة لا تنطق فيها كلمات، يؤدي فيها الممثلون أدوارهم بالإيماءات والحركات الجسدية فقط. وقد شاع فن التمثيل الصامت فيما بين القرنين الثامن عشر والعشرين الميلاديين.
يستخدم الممثلون بصفة عامة قدرا معينا من التمثيل الصامت، فالكثير من المسرحيات ينطوي على فقرات صامتة، يعبر فيها الفنان عن أفكاره بحركات الذراعين أو الساقين أو الوجه. كما ينطوي فن

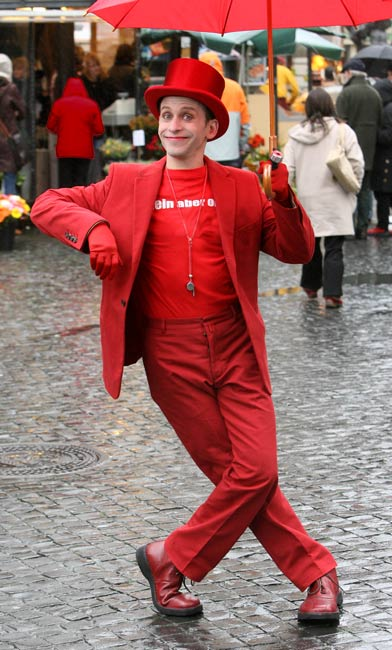

الباليه الحديث أيضا على فقرات ليست رقصًا محضا، يستخدم فيها الراقص حركات تعبيرية ببعض أجزاء الجسم، غير الساقين، وتستخدم الأوبرا أيضا قدرا من التمثيل الصامت إلى جانب الغناء وموسيقى الآلات والرقص.

## من نجوم التمثيل الصامت
- تشارلي تشابلن
- روان أتكينسون